# 実相寺 (墨田区)
実相寺（じっそうじ）は、東京都墨田区にある日蓮宗の寺院。

## 概要
1597年（慶長2年）、金蔵院日証によって開山された。
境内には、鬼子母神堂、祖師堂、熊谷堂の小堂がある。熊谷堂について、なぜ「熊谷」の名を冠しているのかは不明である。

## 交通アクセス
- 本所吾妻橋駅A1出口より徒歩7分（経路案内）。
- 浅草駅A2a出口より徒歩7分（経路案内）。